# José Ribeiro Lima da Costa Azevedo
José Ribeiro Lima da Costa Azevedo (São Martinho de Vila Frescainha, 8 de Julho de 1851 – Viana do Castelo, 30 de Novembro de 1925) foi o primeiro Visconde da Barrosa. 

## Biografia
Foi filho de António Luís da Costa Azevedo e de Joana Rodrigues Ribeiro Lima, senhores da casa de Vila Meã, em Vila Frescaínha de São Martinho. Casou-se com Antónia Martins, de quem deixou geração em Portugal.
Foi agraciado, por Carta Régia de 10 de Setembro de 1892, com o título de Visconde da Barrosa, e por alvará de 17 de Julho de 1901 foi-lhe concedido brasão novo. Constituiu-se senhor das casas da Barrosa, de Vila Meã, e da Casa da Lage, ainda hoje de propriedade da família Costa Azevedo.